# Buryn (huyện)
Huyện Buryn (tiếng Ukraina: Буринський район, chuyển tự: Buryns’kyi raion) là một huyện của tỉnh Sumy thuộc Ukraina. Huyện Buryn có diện tích 1104 kilômét vuông, dân số theo điều tra dân số ngày 5 tháng 12 năm 2001 là 36933 người với mật độ 33 người/km2. Trung tâm huyện nằm ở Buryn.